# V8 (Javascriptmotor)
V8 är en Javascriptmotor släppt under open source och utvecklad av Google i Danmark, den kommer som en del av webbläsare Google Chrome men kan också köras och implementeras fristående.
V8 ökar prestandan av Javascript genom att göra om koden till maskinkod innan det körs istället för att köra det som bytekod eller tolka den.
V8 utvecklades för att Google ville öka prestandan på sin webbläsare i synnerhet i fallet med avancerade webbtjänster. Google hade satt ett mål att öka Javascript-prestandan med en faktor av 10. V8 gör detta genom att använda gömda klasser som används för objekt som delar egenskaper och optimerar dynamiskt baserat på det. En annan sak som V8 gör annorlunda jämfört med andra javascriptmotorer är precis skräpsamling som låter den snabbare frigöra den exakta mängd minne som använts för en specifik funktion. Det låter V8 ha en väldigt effektiv minneshantering.